# Calciatori della nazionale sudsudanese
In questa lista sono raccolti i calciatori che hanno rappresentato in almeno una partita la Nazionale sudsudanese.
Statistiche aggiornate al 17 novembre 2020.
| Nome                 | Presenze | Reti | Esordio | Ultima partita |
| -------------------- | -------- | ---- | ------- | -------------- |
| Manyumow Achol       | 1        | 0    | 2020    | 2020           |
| Bernard Agele        | 4        | 0    | 2015    | 2019           |
| Kenny Athiu          | 6        | 0    | 2019    | 2019           |
| Yach Bol             | 4        | 0    | 2019    | 2019           |
| Chok Dau             | 2        | 0    | 2019    | 2019           |
| Peter Deng           | 4        | 0    | 2016    | 2019           |
| Zico Paul Friday     | 4        | 0    | 2015    | 2018           |
| Richard Justin Lado  | 8        | 2    | 2012    | 2015           |
| Khamis Leyano        | 28       | 3    | 2012    | 2019           |
| Atak Lual            | 13       | 3    | 2014    | 2018           |
| Sebit Bruno Martinez | 10       | 3    | 2015    | 2016           |
| Mathiang Mathiang    | 2        | 0    | 2019    | 2019           |
| James Moga           | 18       | 6    | 2012    | 2017           |
| Yagoub Mustafa       | 1        | 0    | 2019    | 2019           |
| Adnan Nan            | 3        | 0    | 2012    | 2012           |
| Tito Okello          | 2        | 1    | 2020    | 2020           |
| Paul Puk Kun Pal     | 1        | 0    | 2019    | 2019           |
| Martin Sawi          | 1        | 0    | 2019    | 2019           |
| Denis Yongule        | 4        | 0    | 2019    | 2020           |